# Chiesa di San Cassiano (Badia)
La chiesa di San Cassiano a Badia è la chiesa parrocchiale della frazione omonima. Fu costruita a partire dal 1762 e ampliata negli anni 1844-1845.

## Descrizione
La chiesa presenta una facciata cieca scandita da quattro lesene che reggono un'ampia cornice marcapiano, sulla quale si innesta un timpano a volute sormontato da una croce. Una nicchia posta al centro del timpano ospita una scultura di santo.
L'interno è a navata unica e si chiude con un'abside poligonale con volta a specchio e dipinti di Hans Pescoller. L'altare maggiore è decorato da un dipinto che rappresenta il martirio di San Cassiano, opera di Carlo Henrici di Slesia.
A sinistra dell'abside si innalza il campanile ottagonale, sulla cui facciata è posto un orologio. Il campanile termina con una cupola a cipolla.
Nel vicino cimitero è posta una piccola cappella con abside poligonale e tetto a scandole.